# Wielooczka czarna
Wielooczka czarna (Polycelis nigra (Müller, 1774)) – gatunek wolnożyjącego słodkowodnego płazińca należącego do wirków.

## Rozmieszczenie
Wielooczka czarna jest jednym z najszerzej rozpowszechnionych i najpospolitszych wirków europejskich. Występuje aż do północnych Niemiec i Danii, rozpowszechniona jest w całej Brytanii, nie ma jej jednak już w Szwecji. Występuje również na niżu w Polsce. Podawana jest też z Ameryki Północnej i Afryki. 

## Występowanie
Wielooczka czarna zasiedla wody słodkie stojące oraz rzeki o słabym nurcie. Występuje zwykle niedaleko brzegu, na głębokości 1-1,5 m. Zimę spędza na dnie.

## Budowa
Wielooczka czarna ma barwę brunatną lub czarną. Osiąga długość do 12 mm. Przód ma nieco wypukły, bez czułków.
Z przodu i po bokach wzdłuż brzegów ciała posiada liczne oczy (prymitywne oczka – ocella), ułożone w jednym rzędzie o kształcie podkowy. Jego końce sięgają dalej do tyłu niż u wielooczki rogatej.
Zwierzę ma około 70 oczu. Usunięte regeneruje w ciągu tygodnia, o ile mózg nie został również usunięty. Nie zależy to od połączeń nerwowych z mózgiem. Przypuszcza się, że mózg wydziela hormon stymulujący regenerację oczu.

## Odżywianie się
Wielooczka czarna jest drapieżnikiem. Z badań przeprowadzonych w jednym z jezior w Anglii wynika, że odżywia się tam głównie skąposzczetami i ośliczkami, w znacznie większym stopniu niż kiełżami z rodzaju Gammarus, mięczakami, chruścikami i ochotkowatymi.
Zwierzę to może polować też na larwy widelnic i jętek, czasami nawet wyjadać cały skrzek żaby trawnej.